# Saint-Bonnet-en-Champsaur (comuna suprimida)
Saint-Bonnet-en-Champsaur era una comuna francesa situada en el departamento de Altos Alpes, de la región de Provenza-Alpes-Costa Azul, que el 1 de enero de 2013 pasó a ser una comuna delegada de la comuna nueva de Saint-Bonnet-en-Champsaur al fusionarse con las comunas de Bénévent-et-Charbillac y Les Infournas.

## Historia
El 28 de agosto de 2014, la comuna delegada de Saint-Bonnet-en-Champsaur fue suprimida por decisión de la junta de gobierno del ayuntamiento de la comuna nueva de Saint-Bonnet-en-Champsaur.

## Demografía
| Gráfica de evolución demográfica de Saint-Bonnet-en-Champsaur entre 1800 y 2013 |
|                                                                                 |

Los datos demográficos contemplados en este gráfico de la comuna de Saint-Bonnet-en-Champsaur se han cogido de 1800 a 1999 de la página francesa EHESS/Cassini, y los demás datos de la página del INSEE.